# Lexington (Missouri)
Lexington – miasto w Stanach Zjednoczonych, w stanie Missouri, siedziba administracyjna hrabstwa Lafayette.